# Олењински рејон
Олењински рејон (рус. Оленинский район) административно-територијална је јединица другог нивоа и општински рејон у југозападном делу Тверске области, на северозападу европског дела Руске Федерације.
Административни центар рејона је варошица Олењино. Према проценама националне статистичке службе Русије за 2014. на територији рејона је живело 12.273 становника или у просеку око 4,59 ст/км².

## Географија
Нелидовски рејон налази се на југозападу Тверске области и обухвата територију површине 2.675 км². Ограничен је територијом Сичјовског рејона Смоленске области на југу, док је на истоку Ржевски рејон, на северу је Селижаровски, а на северозападу Нелидовски рејон. На југозападу је територија Бељског рејона.
Рејонска територија обухвата јужне делове Валдајског побрђа, односно његове микроцелине Оковска шума и налази се на развођу између сливова Балтичког и Црног мора и Каспијског језера. Најважнији су водотоци Тудовка, Сишка и Осуга (у басену Волге), те Лучеса и Обша у басену Западне Двине. На свега око 4 километра јужније од јужне границе рејона налази се извориште реке Дњепар.
Око 60% рејонске територије је прекривено мешовитим листопадно-четинарским шумама.

## Историја
Претеча Олењинског рејона основаног 1929. године била је Олењинска парохија основана 1922. године. Рејон је 1935. постао делом Калињинске (данас Тверске) области. У периоду између 1936. и 1958. из граница рејона је издвојен Малотудски рејон са седиштем у селу Мали Туд. Рејон је привремено у периоду 1963–1964. био делом суседног Нелидовског рејона.

## Демографија и административна подела
Према подацима пописа становништва из 2010. на територији рејона је живело укупно 12.675 становника, док је према процени из 2014. ту живело 12.273 становника, или у просеку 4,59 ст/км². Око 40% популације је живело у административном центру рејона.
| 1959. | 1970. | 1979. | 1989.  | 2002.  | 2010.  | 2014.   |
| ----- | ----- | ----- | ------ | ------ | ------ | ------- |
| ---   | ---   | ---   | 18.892 | 14.817 | 12.675 | 12.273* |

Напомена: * Према процени националне статистичке службе.
На подручју рејона постоји укупно 339 насељених места подељених на укупно 7 општина (6 сеоских и 1 градска). Административни центар рејона је варошица Олењино.

## Саобраћај
Преко територије рејона пролази међународни аутопут М9 Балтија на релацији Москва—Рига и железничка пруга Москва—Ржев—Великије Луки.